# Марина (роман)
«Марина» (исп. Marina) — роман испанского (каталонского) автора Карлоса Руиса Сафона. Сюжет предшествует истории, описанной Сафоном позже в романе «Тень ветра».

## Сюжет
1980 год. Барселона. Оскар Драй, ученик школы-интерната, во время прогулки по городу знакомится с необычной девушкой Мариной. Вместе они пытаются разгадать одну из зловещих тайн своего города.